# ドッグ・イート・ドッグ (2016年の映画)
『ドッグ・イート・ドッグ』（Dog Eat Dog）は、2016年にアメリカ合衆国で公開されたクライムスリラー映画。エドワード・バンカーの同名小説を原作にしている。監督はポール・シュレイダー、出演はニコラス・ケイジ、ウィレム・デフォー、クリストファー・マシュー・クック。
第69回カンヌ国際映画祭の「監督週間」のクロージング作品。

## ストーリー
刑務所内で親しくなった犯罪者のトロイとマッド・ドッグとディーゼル。出所した三人は金のために地元ギャングから依頼された汚れ仕事に手を染めていた。
そんなある日、三人はギャングのボスから大仕事の依頼を受ける。それは借金を支払わない男の赤ん坊を誘拐するという簡単なものだった。ところが、ちょっとした計算違いと後先を考えない不用意な行動から、借金を支払わせるはずの男とその妻を殺害してしまう。これにより歯車が狂った三人は、それぞれに悲惨な末路を辿っていく。

## キャスト
※括弧内は日本語吹替
- トロイ - ニコラス・ケイジ（大塚明夫）
- マッド・ドッグ - ウィレム・デフォー（山路和弘）
- ディーゼル - クリストファー・マシュー・クック（髙階俊嗣）
- ムーンマン - オマー・ドージー（英語版）（藤沼建人）
- エル・グレコ - ポール・シュレイダー（稲葉実）
- ゾーイ - ルイーザ・クラウゼ（英語版）
- リナ - メリッサ・ボローニャ
- チェペ - レイ・ガジェゴス
- シーラ - チェルシー・メルトン

## 評価
本作に対する批評家からの評価は平凡なものに留まっている。映画批評集積サイトのRotten Tomatoesには68件のレビューがあり、批評家支持率は50%、平均点は10点満点で5.06点となっている。サイト側による批評家の見解の要約は「『ドッグ・イート・ドッグ』の暴力的過ぎる演出のせいで肝心なストーリーが不足している。」となっている。また、Metacriticには19件のレビューがあり、加重平均値は53/100となっている。
ガーディアンの映画批評家ピーター・ブラッドショーは5つ星満点中の4つ星に挙げて、「『ドッグ・イート・ドッグ』はポール・シュレイダー監督の最高傑作である」としている。